# Frontonazális varrat

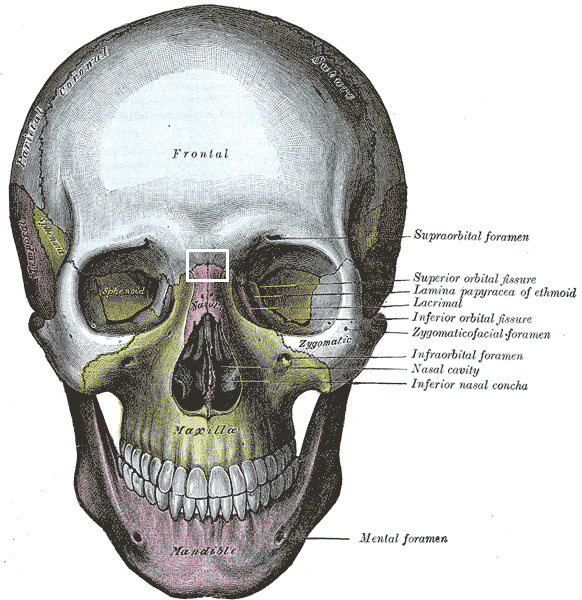
A koponya (cranium) szemből (az apró fehér téglalap jelöli a varratot)

A frontonazális varrat (sutura frontonasalis) egy apró koponyavarrat mely a homlokcsont (os frontale) és az orrcsont (os nasale) között található. Hossza körülbelül 1 cm.